# Tercer tiempo

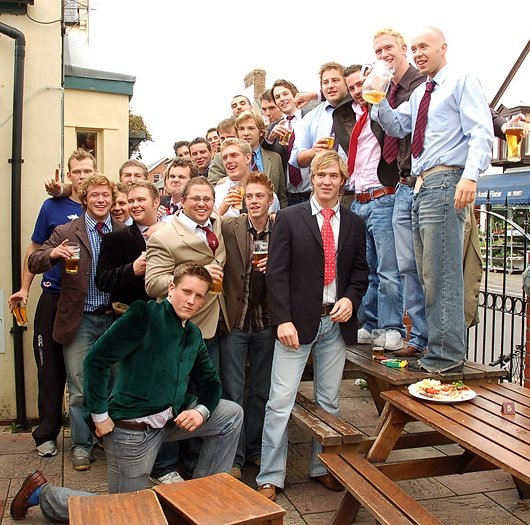
Tercer tiempo en Oxford (Inglaterra). El tercer tiempo es una tradición moral del rugby, de máxima importancia en el rugby infantil, engarzada con el espíritu de lealtad general que busca establecer el juego.

Se denomina tercer tiempo (third half en inglés y troisième mi-temps en francés) a una tradición del rugby por la cual después de finalizado el encuentro (de dos tiempos o partes), los contrincantes se encuentran para compartir una bebida y una comida (entre los mayores usualmente abundante cerveza y entre los menores una gaseosa y un sándwich), bromear y cantar grupalmente, como excusa para confraternizar y suavizar los resentimientos que pudieran haber surgido durante la confrontación. Se ha dicho que el tercer tiempo es tan o más importante que el juego mismo, porque en gran medida es allí donde los rugbistas aprenden a controlar sus pasiones y los sentimientos egoístas derivados de la confrontación física, para valorar al contrincante y concretar las relaciones de amistad y camaradería que permiten el hecho de practicar un deporte en común. El tercer tiempo es parte del código de conducta que regula el comportamiento ético de todas las personas relacionadas con el rugby.

## Tercer tiempo y juego limpio
El tercer tiempo es parte del espíritu de juego limpio (fair play) que constituye un componente esencial de rugby, desde sus inicios mismos, cuando se separó del fútbol y buscó convertirse en una especie de juego espejo de este último, algo que intenta sintetizar un tradicional dicho británico: "el fútbol es un juego de caballeros jugado por bestias y el rugby es un juego de bestias jugado por caballeros".
La denominación misma de "tercer tiempo" busca transmitir que el juego no acaba con la eventual victoria o derrota de algunos de los contendientes, sino con la camaradería y la diversión en un grupo indiferenciado de quienes en los dos tiempos anteriores habían sido contendientes. Con ello se busca que en el rugby el fin no sea la victoria, sino la camaradería y la amistad.

## Modalidades
En el rugby británico, la tradición del tercer tiempo incluye que el o los rugbistas que han anotado tries, deben dar una vuelta corriendo desnudos en el ámbito en el que se está celebrando el tercer tiempo, generalmente el bufé del club que actuó como local.
En las tradiciones rugbísticas francesa y británica, el tercer tiempo es también un momento para el canto festivo colectivo. Muchas de esas "canciones de tercer tiempo" se han vuelto tradicionales y han sido grabadas en discos.

## La influencia del profesionalismo
En muchos países, como Australia, Nueva Zelanda, Reino Unido, etc. el profesionalismo ha hecho que el tercer tiempo caiga en desuso, debido a que los jugadores profesionales actualmente son muy precavidos con la ingesta de alcohol, pues puede afectar su rendimiento.

## Difusión a otros deportes
La creciente preocupación por el juego limpio y la recuperación del espíritu "deportivo" que caracterizó al amateurismo, y que obviamente ha sido afectado por la ultraprofesionalización del deporte en todas sus manifestaciones, ha hecho que muchas actividades deportivas hayan mirado al rugby, y en particular a la institución del tercer tiempo, como un ejemplo a imitar. Una manifestación de ello es la decisión tomada a fines de 2007, por la Liga Italiana de Calcio, para imponer el saludo obligatorio de los jugadores al finalizar el partido y la institución del tercer tiempo, un aperitivo compartido por todos los competidores, en todos los partidos, incluidos los que corresponden a la categoría máxima, a partir de 2008.